# Paseka (okres Olomouc)
Obec Paseka (dříve Těchanov, německy Passek) se nachází v okrese Olomouc v Olomouckém kraji. Leží na rozhraní Hané a Nízkého Jeseníku, zhruba 7 km východně od Uničova a protéká jí říčka Teplička. Žije zde přibližně 1 300 obyvatel. Za obcí, ve směru na Rýmařov, se nachází Odborný léčebný ústav.

## Části obce
- Paseka (k. ú. Paseka u Šternberka)
- Karlov (k. ú. Karlov u Paseky)
- Pasecký Žleb (k. ú. Paseka u Šternberka)

V letech 1961–1992 byl součástí obce i Mutkov.

## Historie
První písemná zmínka o obci pochází z roku 1326, tehdy se ještě nazývala Těchanov, resp. Nový Těchanov, pojmenování Paseka se objevilo poprvé až v roce 1368. Ve znaku měla svatou Kunhutu a byla majetkem olomoucké kapituly. Od 70. let 14. patřila k sovineckému panství, po roce 1850 z ní byla samostatná obec v soudním okrese Uničov (politický okres Litovel, od roku 1909 politický okres Šternberk). Původně česká obec, známá ovocnářstvím a chovem dobytka, se v 17. století poněmčila, žila zde ale stále významná české menšina (např. v roce 1930 bylo z celkem 1414 obyvatel 1068 Němců). Kromě zemědělské výroby zde fungovaly dva mlýny, dvě pily, několik lomů a před první světovou válkou bylo nad Pasekou zřízeno sanatorium pro plicní choroby, jež zde jako Odborný léčebný ústav Paseka působí dodnes. První škola sídlila v budově fary, a sice od roku 1658 do roku 1688, státní česká menšinová obecná škola zde působila od školního roku 1933/1934 až do roku 1937/1938. Tehdy se Paseka stala součástí Sudet a po roce 1945 byli němečtí obyvatelé odsunuti. Roku 1960 se stala součástí okresu Olomouc a o rok později k ní byly jako její místní části připojeny do té doby samostatné obce Karlov a Mutkov spolu s Paseckým Žlebem (Mutkov se, již bez Paseckého Žlebu, opět osamostatnil k roku 1993).

## Pamětihodnosti
- Farní kostel svaté Kunhuty – původem gotický mariánský chrám, k němuž byla kolem roku 1600 přistavěna věž, byl radikálně přestavěn kolem roku 1780 a zasvěcen sv. Kunhutě. Má cenné vnitřní zařízení: renesanční kamennou erbovní desku Jana staršího Kobylky z Kobylího a na Sovinci a Anny Ederovny ze Štiavnice z let 1592–1607. Novobarokní oltáře pocházejí z řezbářské dílny Kutzerů. Ikonograficky cenný pozdně barokní obraz na hlavním oltáři představuje Boží soud svaté Kunhuty od vídeňského malíře Ignáce Ablassera z roku 1770. Renesanční náhrobní deska s postavou těžkooděnce ve zbroji představuje Dionýsa Pivce († 1598) s rodovými znaky Pivců a Lapáčků ze Rzavého.[9]
- socha svatého Jana Nepomuckého z roku 1735 před kostelem svaté Kunhuty
- Odborný léčebný ústav Paseka – Původně Zemská plicní léčebna Paseka byla založena v roce 1915, 16. října téhož roku přijala první nemocné tuberkulózou. Součástí areálu je nově revitalizovaný několikahektarový park volně přístupný po celý rok.

## Turistické cíle
- Arboretum, které založil Ing. Radim Slabý v roce 2008. Nachází se cca 1 km za obcí Paseka směr Sovinec, po pravé straně před odbočkou na Karlov, na místě bývalé skládky. Otevřeno od jara do podzimu.
- Kaskádovitý Pasecký vodopád se nachází v údolí potůčku Teplička, při silnici od Paseky do Paseckého Žebu. Vidět je částečně od silnice a vysoký je cca 5 metrů. V hlubokém údolí, které protíná zelená turistická značka, se poté nachází ještě další menší kaskády a vodopády. Pro turisty je zde odpočinková pergola - výhledna.
- Přírodní biokoupaliště se nachází v horní části obce u silnice směr Huzová. Koupaliště je po celkové rekonstrukci; velký bazén, dětský bazén s vodním prvkem a tobogánem.

## Galerie

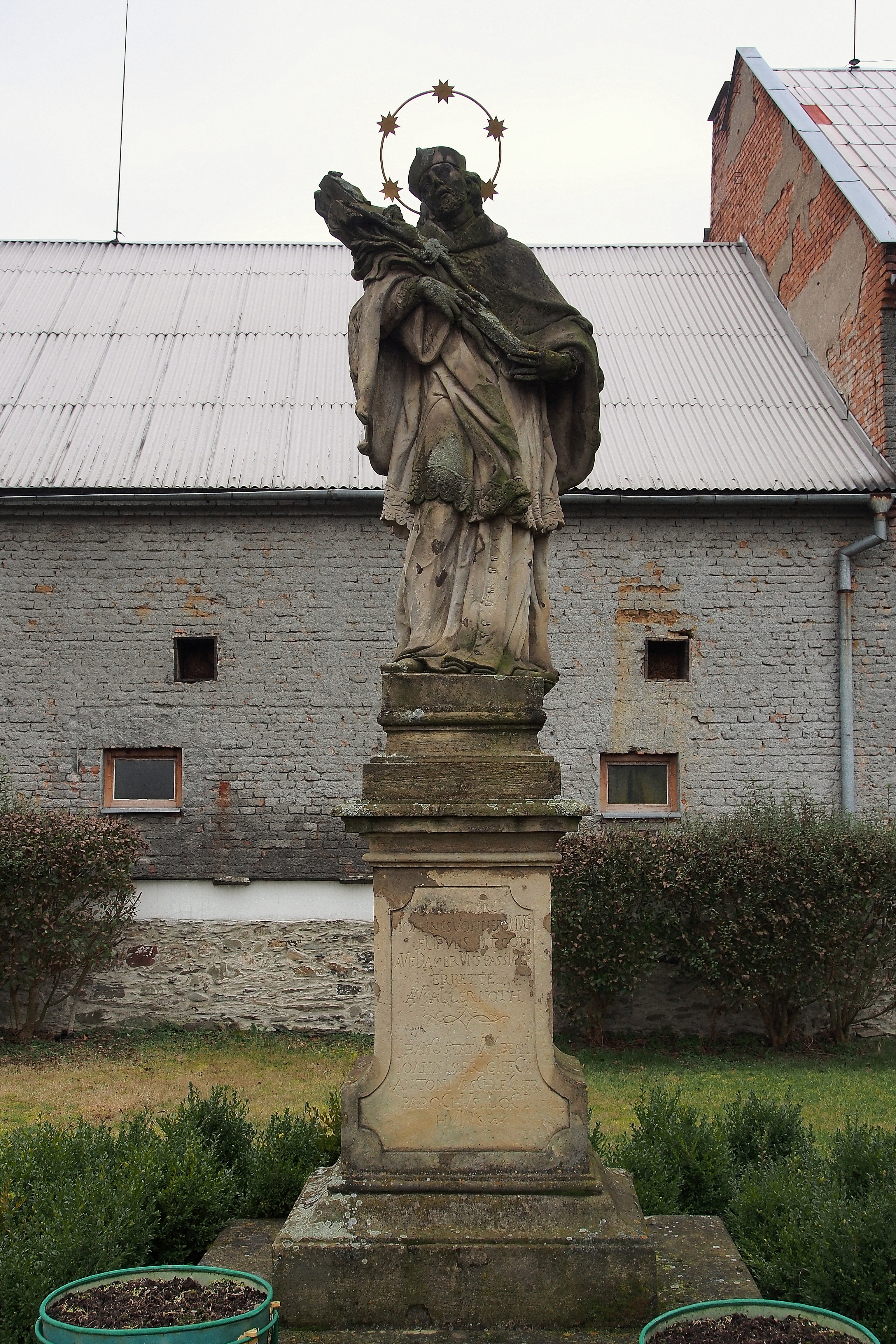
Socha svatého Jana Nepomuckého
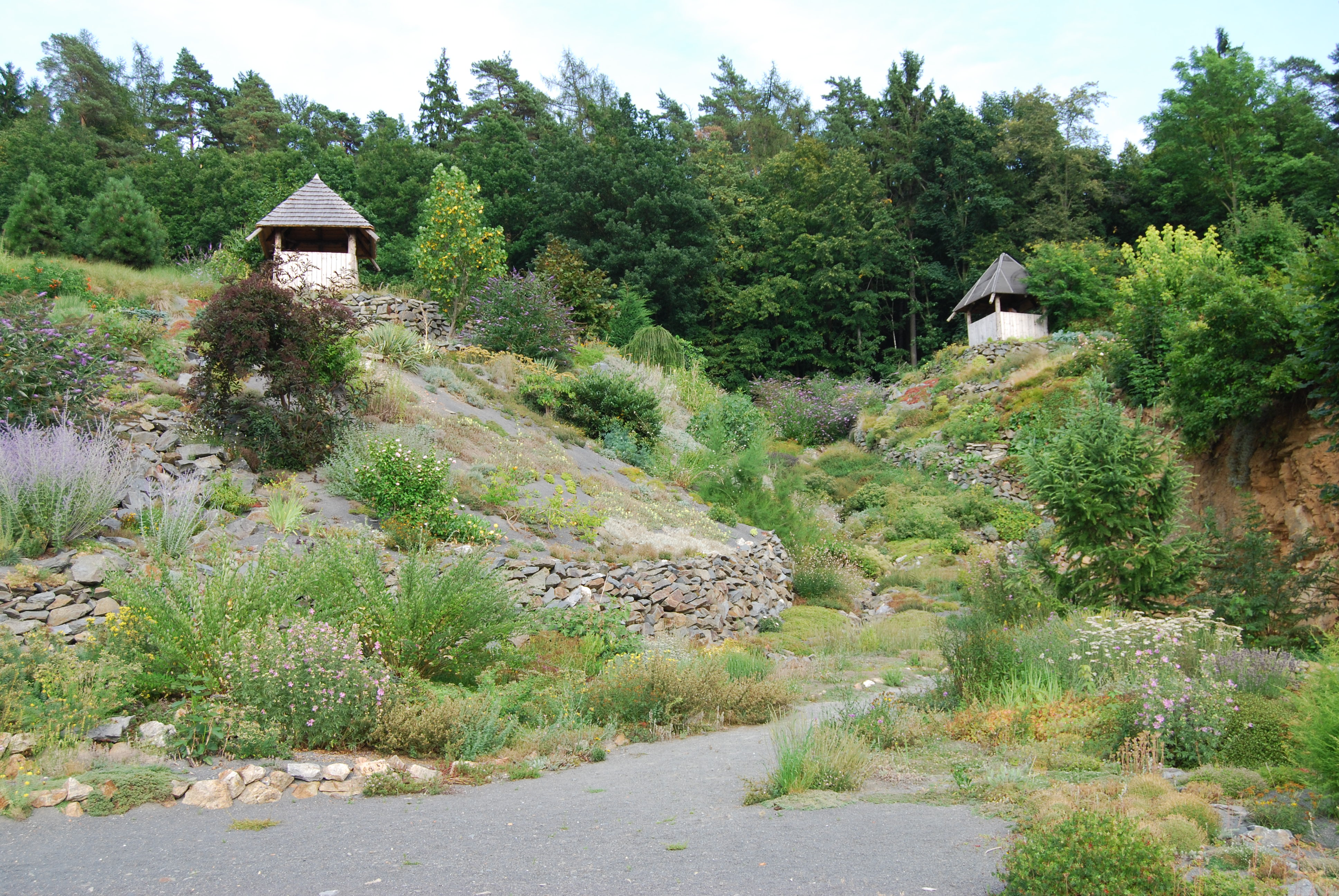
Arboretum
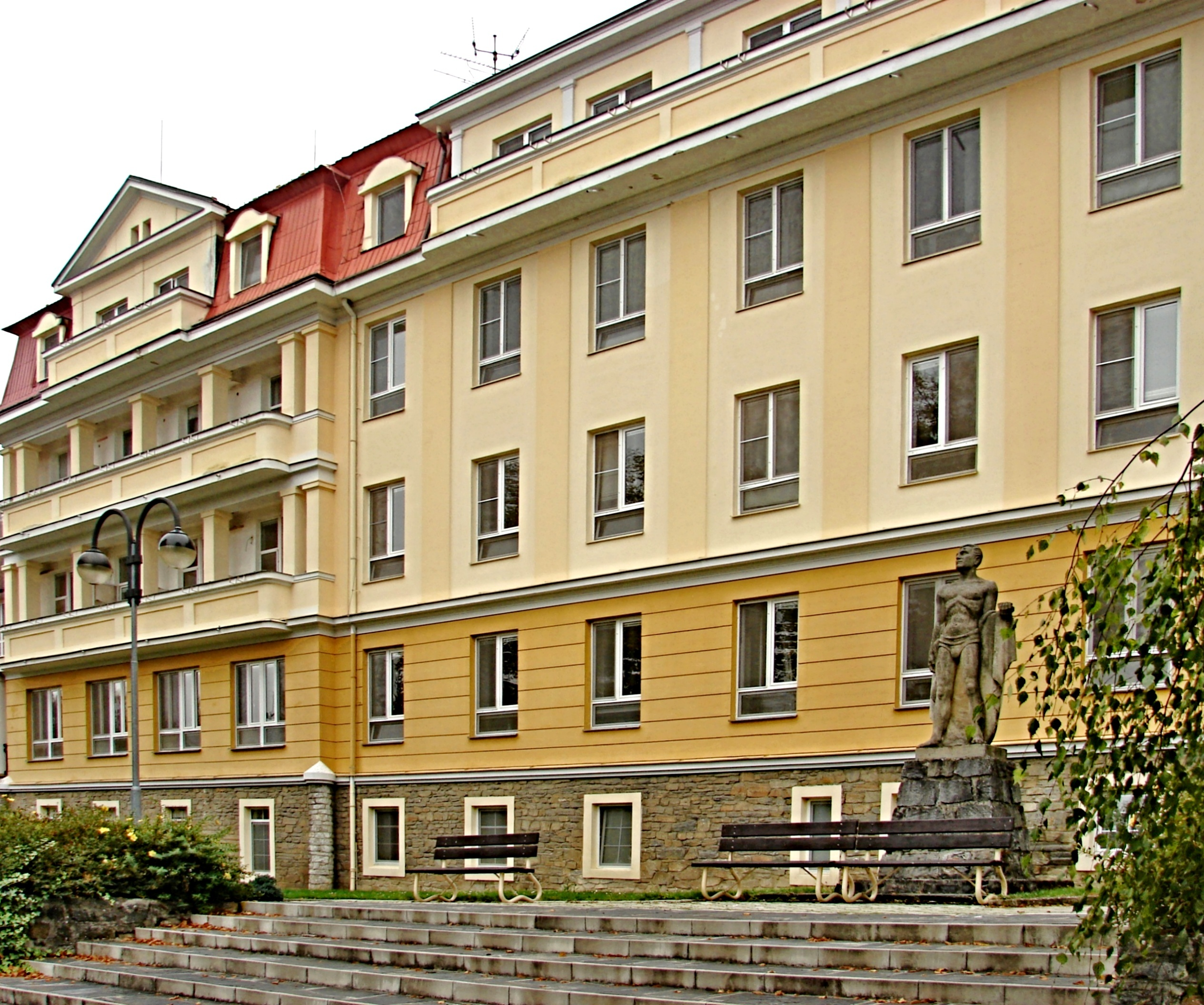
Odborný léčebný ústav v Pasece